# Laura von Gleichen
Laura von Gleichen (Laura Williamina Seymour; 17. prosince 1832 – 13. února 1912) byla britská šlechtična, která se sňatkem s německým princem naturalizovaným v Anglii stala příbuznou britské královské rodiny a členkou panovnického dvora.

## Původ a rodina
Laura Williamina Seymourová se narodila jako dcera admirála George Francise Seymoura a jeho manželky Georgiany Berkeley, vnučky 4. hraběte z Berkeley a pravnučky 2. vévody z Richmondu. Po otci patřila v neporušené mužské linii k rodu Seymourů (původně St. Maur), který náležel od 12. století k džentry a získal značné pozemkové bohatství sňatkem sira Rogera de St. Maur se spoludědičkou baronství, Cecily Berkeleyovou; v roce 1536 byl rod povýšen do šlechtického stavu na vikomty z Beauchamp. Laurin přímý předek Edward Seymour, 1. vévoda ze Somersetu, byl nejstarším bratrem manželky anglického krále Jindřicha VIII., Jany Seymourové, a sám se prohlásil Lordem protektorem Anglie během nezletilosti jejich syna Eduarda VI. Vévodství Somerset a markýzství Hertford nakonec přešli na její větev rodu. Laura byla nemanželským potomkem krále Karla II. Stuarta i jeho bratra Jakuba II., stejně jako falckého kurfiřta Karla I. Ludvíka a knížete Mořice Oranžského.

## Manželství
Nicméně její vznešení předkové ve Spojeném království nestačili k tomu, aby bylo Lauře umožněno uzavřít rovnocenný sňatek se členem německé rodiny knížecího postavení. Asi dva týdny před svým morganatickým sňatkem s princem Viktorem z Hohenlohe-Langenburgu (synovcem královny Viktorie, který sloužil pod vojenským velením Lauřina otce), který byl uzavřen 26. ledna 1861, ji Arnošt II. Sasko-Kobursko-Gothajský jmenoval hraběnkou von Gleichen.
Když její bratr Francis zdědil v roce 1870 po svém bratranci titul markýze z Hertfordu, udělila královna Lauře postavení a titul dcery markýze, což jí umožňovalo používat před jménem titul Lady. Nadále však používala svůj hraběcí titul, a to až do 15. prosince 1885, kdy bylo v soudním oběžníku zveřejněno, že jí královna udělila povolení sdílet v rámci Britského impéria knížecí titul svého manžela. Od té doby byla známá jako Její Jasnost princezna Viktor z Hohenlohe-Langenburgu, ačkoli to nezměnilo ani její právní hodnost, ani titul v Německém císařství. V souladu s původním koburským udělením byly její děti také hrabětem/hraběnkou von Gleichen, a přestože jim byla v roce 1913 udělena jedinečná přednost před dcerami a mladšími syny anglických vévodů, nikdy nedostaly povolení sdílet knížecí titul svých rodičů a byly známé pod svým hraběcím titulem (vynechaly však von), dokud Jiří V. v roce 1917 nepoangličtil jejich titul spolu s tituly členů jeho vlastní rodiny, kteří nesli německé tituly. Této změny se však Laura již nedožila; zemřela 13. února 1912 ve věku 79 let, 21 let po svém manželovi.

## Potomci
Z třicetiletého manželství Laury a Viktora se narodily čtyři děti:
- Lady Feodora (Feo) Georgina Maud Gleichen (20. prosince 1861 – 22. února 1922)
- Lord Albert Edward Wilfred Gleichen (15. ledna 1863 – 13. prosince 1937)
- Lady Victoria (Valda) Alice Leopoldina Ada Laura Gleichen (28. listopadu 1868 – 10. září 1951)
- Lady Helena Emily Gleichen (1. února 1873 – 28. ledna 1947)

## Vývod z předků
|                          |                                               |  |                                   |                                       |  |  |  |  |  |  |  | Francis Seymour-Conway, 1. baron Conway |
|                          |                                               |  |                                   |                                       |  |  |  |  |  |  |  |                                         |
|                          | Francis Seymour-Conway, 1. markýz z Hertfordu |  |                                   |                                       |  |  |  |  |  |  |  |                                         |
|                          |                                               |  |                                   |                                       |  |  |  |  |  |  |  |                                         |
|                          |                                               |  |                                   | Charlotte Shorterová                  |  |  |  |  |  |  |  |                                         |
|                          |                                               |  |                                   |                                       |  |  |  |  |  |  |  |                                         |
|                          | Hugh Seymour                                  |  |                                   |                                       |  |  |  |  |  |  |  |                                         |
|                          |                                               |  |                                   |                                       |  |  |  |  |  |  |  |                                         |
|                          |                                               |  |                                   | Charles Fitzroy, 2. vévoda z Graftonu |  |  |  |  |  |  |  |                                         |
|                          |                                               |  |                                   |                                       |  |  |  |  |  |  |  |                                         |
|                          | Isabella FitzRoy                              |  |                                   |                                       |  |  |  |  |  |  |  |                                         |
|                          |                                               |  |                                   |                                       |  |  |  |  |  |  |  |                                         |
|                          |                                               |  |                                   | Henrietta Somersetová                 |  |  |  |  |  |  |  |                                         |
|                          |                                               |  |                                   |                                       |  |  |  |  |  |  |  |                                         |
|                          | George Francis Seymour                        |  |                                   |                                       |  |  |  |  |  |  |  |                                         |
|                          |                                               |  |                                   |                                       |  |  |  |  |  |  |  |                                         |
|                          |                                               |  |                                   | James Waldegrave, 1. hrabě Waldegrave |  |  |  |  |  |  |  |                                         |
|                          |                                               |  |                                   |                                       |  |  |  |  |  |  |  |                                         |
|                          | James Waldegrave, 2. hrabě Waldegrave         |  |                                   |                                       |  |  |  |  |  |  |  |                                         |
|                          |                                               |  |                                   |                                       |  |  |  |  |  |  |  |                                         |
|                          |                                               |  |                                   | Mary Webbová                          |  |  |  |  |  |  |  |                                         |
|                          |                                               |  |                                   |                                       |  |  |  |  |  |  |  |                                         |
|                          | Anne Horatio Waldegrave                       |  |                                   |                                       |  |  |  |  |  |  |  |                                         |
|                          |                                               |  |                                   |                                       |  |  |  |  |  |  |  |                                         |
|                          |                                               |  |                                   | Edward Walpole                        |  |  |  |  |  |  |  |                                         |
|                          |                                               |  |                                   |                                       |  |  |  |  |  |  |  |                                         |
|                          | Maria Walpole                                 |  |                                   |                                       |  |  |  |  |  |  |  |                                         |
|                          |                                               |  |                                   |                                       |  |  |  |  |  |  |  |                                         |
|                          |                                               |  |                                   | Dorothy Clementová                    |  |  |  |  |  |  |  |                                         |
|                          |                                               |  |                                   |                                       |  |  |  |  |  |  |  |                                         |
| Laura Williamina Seymour |                                               |  |                                   |                                       |  |  |  |  |  |  |  |                                         |
|                          |                                               |  |                                   |                                       |  |  |  |  |  |  |  |                                         |
|                          |                                               |  | James Berkeley, 3. hrabě Berkeley |                                       |  |  |  |  |  |  |  |                                         |
|                          |                                               |  |                                   |                                       |  |  |  |  |  |  |  |                                         |
|                          | Augustus Berkeley, 4. hrabě z Berkeley        |  |                                   |                                       |  |  |  |  |  |  |  |                                         |
|                          |                                               |  |                                   |                                       |  |  |  |  |  |  |  |                                         |
|                          |                                               |  |                                   | Louisa Lennoxová                      |  |  |  |  |  |  |  |                                         |
|                          |                                               |  |                                   |                                       |  |  |  |  |  |  |  |                                         |
|                          | George Cranfield Berkeley                     |  |                                   |                                       |  |  |  |  |  |  |  |                                         |
|                          |                                               |  |                                   |                                       |  |  |  |  |  |  |  |                                         |
|                          |                                               |  |                                   | Henry Drax                            |  |  |  |  |  |  |  |                                         |
|                          |                                               |  |                                   |                                       |  |  |  |  |  |  |  |                                         |
|                          | Elizabeth Draxová                             |  |                                   |                                       |  |  |  |  |  |  |  |                                         |
|                          |                                               |  |                                   |                                       |  |  |  |  |  |  |  |                                         |
|                          |                                               |  |                                   | Elizabeth Ernle                       |  |  |  |  |  |  |  |                                         |
|                          |                                               |  |                                   |                                       |  |  |  |  |  |  |  |                                         |
|                          | Georgiana Mary Berkeley                       |  |                                   |                                       |  |  |  |  |  |  |  |                                         |
|                          |                                               |  |                                   |                                       |  |  |  |  |  |  |  |                                         |
|                          |                                               |  |                                   | Charles Lennox, 2. vévoda z Richmondu |  |  |  |  |  |  |  |                                         |
|                          |                                               |  |                                   |                                       |  |  |  |  |  |  |  |                                         |
|                          | George Lennox                                 |  |                                   |                                       |  |  |  |  |  |  |  |                                         |
|                          |                                               |  |                                   |                                       |  |  |  |  |  |  |  |                                         |
|                          |                                               |  |                                   | Sarah Cadoganová                      |  |  |  |  |  |  |  |                                         |
|                          |                                               |  |                                   |                                       |  |  |  |  |  |  |  |                                         |
|                          | Emilia Charlotte Lennoxová                    |  |                                   |                                       |  |  |  |  |  |  |  |                                         |
|                          |                                               |  |                                   |                                       |  |  |  |  |  |  |  |                                         |
|                          |                                               |  |                                   | William Kerr, 4. markýz z Lothianu    |  |  |  |  |  |  |  |                                         |
|                          |                                               |  |                                   |                                       |  |  |  |  |  |  |  |                                         |
|                          | Louisa Kerrová                                |  |                                   |                                       |  |  |  |  |  |  |  |                                         |
|                          |                                               |  |                                   |                                       |  |  |  |  |  |  |  |                                         |
|                          |                                               |  |                                   | Caroline Darcy                        |  |  |  |  |  |  |  |                                         |
|                          |                                               |  |                                   |                                       |  |  |  |  |  |  |  |                                         |